# Kuzeyboru Gençlik ve Spor Kulübü
Il Kuzeyboru Gençlik ve Spor Kulübü è una società pallavolistica turca, con sede ad Aksaray: milita nel campionato turco di Sultanlar Ligi.

## Storia
Il Kuzeyboru Gençlik ve Spor Kulübü viene fondato nel 2017 e nel suo primo anno di attività partecipa alla Bölgesel Lig, il campionato regionale turco, inserito nel girone della provincia di Aksaray, dove si classifica secondo. Ripescato in Voleybol 2. Ligi, centra immediatamente la promozione in serie cadetta, a cui partecipa nella stagione 2019-20, chiudendo in seconda posizione il girone di regular season e raggiungendo le finali play-off: in seguito all'interruzione dei campionati a causa della pandemia da COVID-19 in Turchia, viene ripescato in Sultanlar Ligi, dove esordisce nella stagione seguente.

## Rosa 2024-2025
| N° | Nome                | Ruolo | Data di nascita   | Nazionalità sportiva |
| -- | ------------------- | ----- | ----------------- | -------------------- |
| 1  | Dilek Kınık         | L     | 14 gennaio 1995   | Turchia              |
| 3  | Trần Thị Thanh Thuý | S     | 12 novembre 1997  | Vietnam              |
| 5  | Aleyna Sevim        | L     | 1º novembre 1997  | Turchia              |
| 6  | Nasja Dimitrova     | C     | 6 novembre 1992   | Bulgaria             |
| 7  | Buket Gülübay       | P     | 28 febbraio 1999  | Turchia              |
| 8  | Liray Akpınar       | O     | 20 settembre 2000 | Turchia              |
| 10 | Güldeniz Önal       | S     | 25 marzo 1986     | Turchia              |
| 11 | Gamze Alikaya       | P     | 20 dicembre 1993  | Turchia              |
| 13 | Janset Erkul        | C     | 12 gennaio 1997   | Turchia              |
| 14 | Anna Lazareva       | O     | 31 gennaio 1997   | Russia               |
| 15 | Büşra Şahin         | C     | 8 agosto 1997     | Turchia              |
| 16 | Yaren Işık          | C     | 7 ottobre 2001    | Turchia              |
| 17 | Margarita Kurilo    | S     | 21 giugno 1993    | Russia               |
| 19 | Hande Korkut        | C     | 28 ottobre 1990   | Turchia              |
| 21 | Ayşe Çürük          | S     | 4 ottobre 2001    | Turchia              |